# 日本の貝塚一覧
日本の貝塚一覧（にほんのかいづかいちらん）は、日本列島に所在する貝塚の一覧である。

## 北海道地方

### 北海道
- 北黄金貝塚（伊達市）
- 戸井貝塚（函館市）
- 西山貝塚
- 弁天島貝塚（根室市）
- 住の江町2貝塚
- 尾幌貝塚（厚岸町）
- 入江貝塚
- 高砂貝塚
- 釧路貝塚
- トコロ貝塚（北見市常呂町）
- モヨロ貝塚（網走市）
- 美々貝塚（千歳市）

## 東北地方

### 青森県
2012年の文献によると青森県の貝塚は65ヶ所。縄文早期から前期のものが多く、分布は太平洋側に多いが、下北半島、陸奥湾沿岸、日本海側にも分布する。
- 長七谷地貝塚（八戸市）
- 田小屋野貝塚（つがる市）
- 二ツ森貝塚（七戸町）

### 秋田県
日本海に面する秋田県内では確認された貝塚の数も少なく以下の通りである。
- 柏子所貝塚（能代市）
- 菖蒲崎貝塚（由利本荘市）
- 新屋浜貝塚（秋田市）
- 角間崎貝塚（男鹿市）
- 萱刈沢貝塚（三種町）
- 女川貝塚（男鹿市）
- 児桜貝塚（秋田市）
- 落合貝塚（能代市）
- 土花貝塚（由利本荘市）[3]

### 岩手県
- 貝鳥貝塚（一関市）
- 長谷堂貝塚（大船渡市）
- 大洞貝塚（大船渡市）
- 田茂川貝塚（南三陸町）
- 中沢浜貝塚（陸前高田市）
- 下船渡貝塚（大船渡市）
- 崎山貝塚（宮古市）
- 宮野貝塚（大船渡市）

### 山形県
赤川の河川変更工事中現在の河口付近に出土したらしいが報告すると工期が遅れるため現在は川の底

### 宮城県
1989年の文献によると宮城県の貝塚は325ヶ所で、千葉県と茨城県についで多い。
- 田柄貝塚（気仙沼市）
- 前浜貝塚（気仙沼市）
- 糠塚貝塚（登米市）
- 中沢目貝塚（大崎市）
- 素山貝塚（美里町）
- 長根貝塚（涌谷町）
- 泉沢貝塚（石巻市）
- 沼津貝塚（石巻市）
- 南境貝塚（石巻市）
- 里浜貝塚（東松島市）
- 西の浜貝塚（松島町）
- 船入島貝塚（塩竈市）
- 桂島貝塚（塩竈市）
- 大木囲貝塚（七ヶ浜町）
- 金剛寺貝塚（名取市）
- 上川名貝塚（柴田町）

### 福島県
- 浦尻貝塚（南相馬市）（国指定史跡）
- 新地貝塚（新地町）（国指定史跡）
- 三貫地貝塚（新地町）（県指定史跡）

## 関東地方
現代では海に面していない栃木県・群馬県・埼玉県にも縄文時代早期末から前期には海が入り込んでいた。（縄文海進）そのため、貝塚が存在する。。

### 茨城県
- 泉原貝塚（日立市）
- 南高野貝塚（日立市）
- 陸平貝塚（美浦村）
- 上高津貝塚（土浦市）
- 大串貝塚（水戸市）
- 柳崎貝塚（水戸市）

### 栃木県
渡良瀬遊水地周辺には貝塚がある
- 野渡貝塚（野木町）
- 篠山貝塚（栃木市）

### 群馬県
- 寺西貝塚（板倉町）
- 権現沼貝塚群 （板倉町）
  - 離山貝塚（板倉町）
  - 一峰貝塚（板倉町）

### 埼玉県
埼玉県には100ヶ所以上の貝塚がある。縄文海進でもっとも海面が高く奥東京湾が広がった縄文前期の物が多く、縄文中 - 後期の貝塚は前期よりは少なくなる。国指定史跡となっている貝塚も4つある。
- 花積貝塚（春日部市）
- 神明貝塚（〃）(国指定史跡)
- 側ヶ谷戸貝塚（さいたま市西区）
- 円阿弥貝塚（さいたま市中央区）
- 大戸貝塚（〃）
- 日向貝塚（さいたま市桜区）
- 別所真福寺貝塚（さいたま市南区）
- 白幡貝塚（〃）
- 大谷場貝塚（〃）
- 大谷場東貝塚（〃）
- 太田窪貝塚（〃）
- 井沼方貝塚（さいたま市緑区）
- 馬場小室貝塚（〃）
- 北宿貝塚（〃）
- 山崎貝塚（〃）
- 大古里貝塚（〃）
- 南中丸貝塚（さいたま市見沼区）
- 中川貝塚（〃）
- 篠山貝塚（〃）
- 八雲貝塚（〃）
- 代山貝塚（〃）
- 真福寺貝塚（さいたま市岩槻区）(国指定史跡)
- 小谷場貝塚（川口市）
- 安行猿貝貝塚（〃）
- 新郷貝塚（〃）
- 関山貝塚（蓮田市）
- 黒浜貝塚（〃）(国指定史跡)
- 小仙波貝塚（川越市）
- 寺尾貝塚（川越市）
- 水子貝塚（富士見市）((国指定史跡)
- 上福岡貝塚（ふじみ野市）
- 栄光院貝塚（松伏町）
- 吹上貝塚（和光市）

### 千葉県
千葉県にはおよそ700ヶ所もの貝塚があり（近接している貝塚群を1つと数えるか複数で数えるかでも変わってくる）、日本の貝塚のおよそ1/4が千葉県にある。千葉県では12の貝塚が国指定史跡になっている。
- 野田貝塚(野田市)(県指定史跡)
- 山崎貝塚（野田市）(国指定史跡)
- 堀之内貝塚（市川市）(国指定史跡)
- 姥山貝塚（市川市）(国指定史跡)
- 曽谷貝塚（市川市）(国指定史跡)
- 取掛西貝塚（船橋市）
- 飛ノ台貝塚（船橋市）
- 藤崎堀込貝塚(習志野市)(県指定史跡)
- 加曽利貝塚（千葉市若葉区）(国の特別史跡)
- 荒屋敷貝塚（千葉市若葉区）(国指定史跡)
- 花輪貝塚（千葉市若葉区）(国指定史跡)
- 東寺山貝塚(千葉市若葉区)(県指定史跡)
- 月ノ木貝塚（千葉市中央区）(国指定史跡)
- 犢橋貝塚（千葉市花見川区）(国指定史跡)
- 園生貝塚（千葉市稲毛区）
- 長谷部貝塚(千葉市緑区)(県指定史跡)
- 上座貝塚(佐倉市)(県指定史跡)
- 山野貝塚(袖ヶ浦市)(国指定史跡)
- 阿玉台貝塚（香取市）(国指定史跡)
- 良文貝塚（香取市）(国指定史跡)
- 下小野貝塚(香取市)(県指定史跡)
- 西の城貝塚(神崎町)(県指定史跡)
- 余山貝塚（銚子市）
- 山武姥山貝塚（横芝光町）
- 鉈切洞穴(館山市)(県指定史跡)

### 東京都
東京にはおよそ100ヶ所ほどの貝塚があるが、開発で湮滅し詳細不明な貝塚も少なくない
- 大森貝塚（大田区・品川区）
- 中里貝塚（北区）
- 西ケ原貝塚（北区）
- 豊沢貝塚（渋谷区）
- 伊皿子貝塚（港区）
- 西久保八幡貝塚（港区）
- 本村町貝塚（港区）
- 丸山貝塚（港区）
- 東山貝塚（目黒区）
- お茶の水貝塚(文京区)

### 神奈川県
神奈川県立歴史博物館編集『神奈川県貝塚地名表』2008年によると、神奈川県内には小規模な痕跡や歴史時代の物まで含めて292ヶ所の貝塚があるとされている。神奈川の貝塚は特に横浜・川崎に多いが、三浦半島や湘南・西湘にも分布する。
- 菊名貝塚（横浜市港北区）
- 三ツ沢貝塚（横浜市神奈川区）
- 元町貝塚（横浜市中区）
- 山手貝塚（横浜市中区）
- 笹山貝塚（横浜市保土ケ谷区）
- 称名寺貝塚（横浜市金沢区）
- 野島貝塚（横浜市金沢区）
- 北川貝塚（横浜市都筑区）
- 子母口貝塚（川崎市高津区）
- 堤貝塚（茅ヶ崎市）
- 五領ヶ台貝塚（平塚市）(国指定史跡)
- 諸磯貝塚（三浦市）
- 夏島貝塚（横須賀市）(国指定史跡)
- 茅山貝塚（横須賀市）

## 中部地方

### 新潟県
- 刈羽貝塚（佐渡市）
- 藤塚貝塚（佐渡市）
- 轟貝塚 (新潟県)（新発田市）

### 富山県
- 朝日貝塚（氷見市）

### 石川県
- 上山田貝塚（かほく市）
- 三引貝塚（七尾市）

### 福井県
- 鳥浜貝塚（若狭町）

### 岐阜県
- 庭田貝塚(海津市)
- 羽沢貝塚(海津市)

### 静岡県
- 西貝塚（磐田市）
- 蜆塚遺跡(浜松市)

### 愛知県
- 則武向貝塚（名古屋市西区）
- 大曲輪貝塚（名古屋市瑞穂区）
- 下内田貝塚（名古屋市瑞穂区）
- 桜田貝塚（名古屋市南区）
- 上ノ山貝塚（名古屋市緑区）
- 大根貝塚（名古屋市緑区）
- 鉾ノ木貝塚（名古屋市緑区）
- 光正寺貝塚（名古屋市緑区）
- 貝殻山貝塚（清須市）
- 検見塚（清須市）
- 桟敷貝塚（大府市）
- 入海貝塚（知多郡東浦町）
- 大草北貝塚（知多市）
- 大草南貝塚（知多市）
- 西屋敷貝塚（知多市）
- 二股貝塚（知多市）
- 森西貝塚（知多市）
- 西の宮貝塚（半田市）
- 石瀬貝塚（常滑市）
- 先苅貝塚（知多郡南知多町）
- 咲畑貝塚（知多郡南知多町）
- 清水ノ上貝塚（知多郡南知多町）
- 神明社貝塚（知多郡南知多町）
- 林ノ峰貝塚（知多郡南知多町）
- 天子神社貝塚（刈谷市）
- 本刈谷貝塚（刈谷市）
- 堀内貝塚（安城市）
- 枯木宮貝塚（西尾市）
- 八王子貝塚（西尾市）
- 平井稲荷山貝塚（豊川市）
- 大蚊里貝塚（豊橋市）
- 大西貝塚（豊橋市）
- 吉胡貝塚（田原市）
- 伊川津貝塚（田原市）
- 保美貝塚（田原市）

## 近畿地方

### 滋賀県
- 石山貝塚（大津市）
- 蛍谷貝塚（螢谷貝塚）（大津市）
- 粟津湖底遺跡 第1 - 3貝塚（大津市）

### 大阪府
- 日下貝塚（東大阪市）

### 兵庫県
- 日笠山貝塚（高砂市）
- 中谷貝塚（豊岡市）鳴神貝塚

### 和歌山県
- 鳴神貝塚（和歌山市）

## 中国地方

### 島根県
- 佐太講武貝塚

### 岡山県
- 朝寝鼻貝塚（岡山市）
- 彦崎貝塚（岡山市）
- 津雲貝塚（笠岡市）
- 黄島貝塚（瀬戸内市）
- 門田貝塚（瀬戸内市）

### 広島県
- 洗谷貝塚（福山市）

### 山口県
- 北迫貝塚
- 潮待貝塚

## 四国地方

### 香川県
- 礼田崎貝塚（土庄町）
- 小蔦島貝塚（三豊市）

### 徳島県
- 城山貝塚
- 森崎貝塚

### 愛媛県
- 阿方貝塚（今治市）
- 平城貝塚（愛南町）

### 高知県
- 宿毛貝塚（宿毛市）

## 九州・沖縄地方

### 福岡県
遠賀川流域、糸島半島沿岸を中心に貝塚が点在する。
- 御塚貝塚
- 黒橋貝塚

遠賀川流域
- 山鹿貝塚
- 新延貝塚

糸島半島
- 元岡瓜尾貝塚（福岡市）
- 飛櫛貝塚（福岡市）
- 天神山貝塚（糸島市）

### 佐賀県
- 宇木汲田貝塚
- 詫田西分貝塚
- 東名貝塚

### 長崎県
- 原の辻貝塚
- 大浜貝塚
- 白浜貝塚
- 寄神貝塚

### 熊本県
- 御領貝塚（城南町）
- 阿高黒橋貝塚（城南町）
- 轟貝塚（宇土市）
- 曽畑貝塚

### 大分県
- 横尾貝塚
- 立石貝塚

### 宮崎県
- 松添貝塚
- 跡江貝塚
- 大貫貝塚

### 鹿児島県
- 宇宿貝塚
- 市来貝塚
- 柊原貝塚
- 宮坂貝塚
- 高橋貝塚
- 兼久貝塚
- 犬田布貝塚
- 面縄貝塚

### 沖縄県
- 伊波貝塚（うるま市）
- 室川貝塚（沖縄市）
- 平川貝塚（石垣市）
- 荻堂貝塚（北中城村）
- 大山貝塚（宜野湾市）
- 米須貝塚（糸満市）